# Kierspe
Kierspe ist eine Stadt in Nordrhein-Westfalen, Deutschland. Sie liegt im westlichen Sauerland und gehört zum Märkischen Kreis.

## Geographie

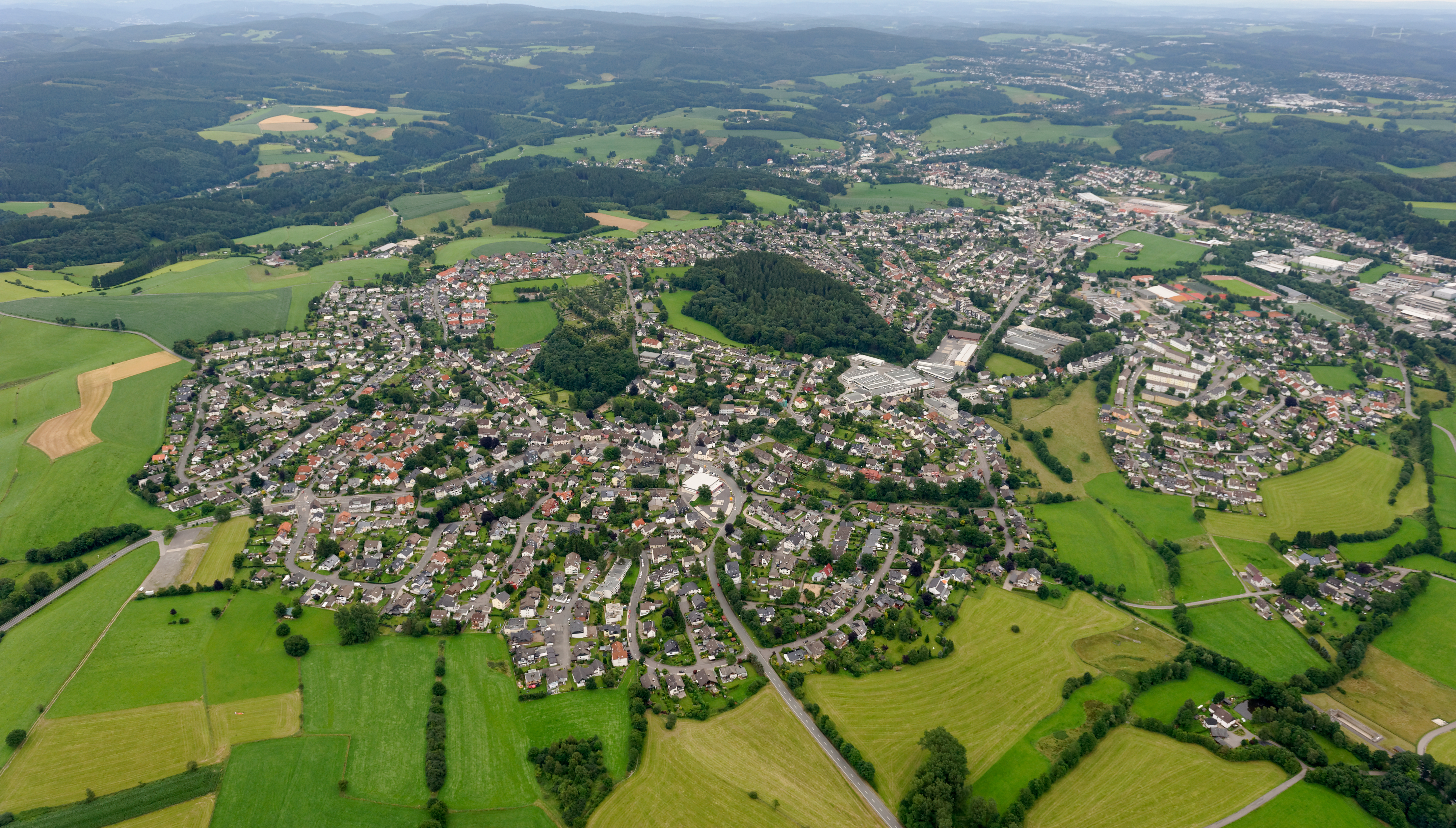
Luftbild mit Blick Richtung Osten. Unten mittig im Bild: Ortsausfahrt Pulverstraße / K 2 Richtung Rönsahl.

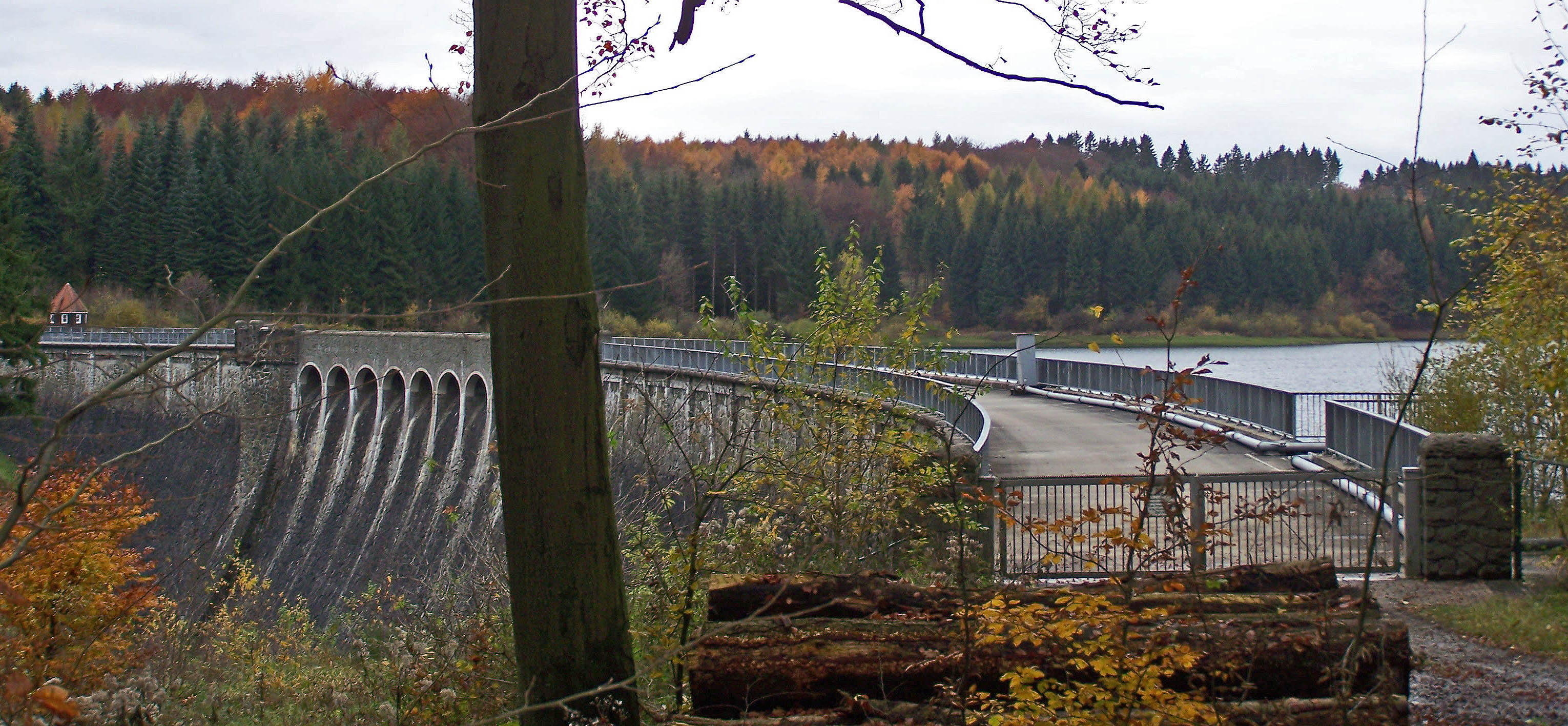
Sperrmauer der Kerspetalsperre

### Geographische Lage
Die Stadt Kierspe ist eine Flächengemeinde im südwestlichen Westfalen in der Grenzlage zwischen dem Bergischen Land und dem Sauerland.
Durch die auseinandergezogene Lage des Ortes entlang der B 54, B 237 und der L 528 und aufgrund der Topografie ergibt sich eine städtebaulich ungünstige Ausgangssituation für das Ortszentrum.
Kierspe hat eine mittlere Höhenlage von 370 m über NN mit zum Teil erheblichen Abweichungen. Der höchste Punkt liegt mit 553 m über NN an der nördlichen Stadtgrenze, der tiefste im Volmetal bei 280 m über NN.
Kierspe liegt im westlichen Zipfel des Ebbegebirges, südlich des Stadtgebietes grenzt der Naturpark Bergisches Land an. Das westliche Stadtgebiet um die ehemalige Gemeinde Rönsahl gehört zur naturräumlichen Einheit Wipperquellgebiet innerhalb der Bergischen Hochflächen, das mittlere und östliche Stadtgebiet zur Kiersper Bucht innerhalb des Märkischen Oberlands. Der äußerste Nordwestzipfel des Stadtgebiets zwischen Rönsahl und der Kerspetalsperre zählt naturräumlich noch zum Bever-Neye-Kerspe-Rückenland, der Norden zu den Halver-Lüdenscheider Hochflächen. Am Naturraum Griesingrücken des Ebbegebirges hat der östliche Rand des Stadtgebiets einen größeren Anteil.
Nördlich der ehemals selbstständigen Gemeinde Rönsahl bildet die teilweise auf Kiersper Stadtgebiet liegende Kerspetalsperre eine Grenze zu Halver, der Fluss Wehe bildet östlich der Ortslagen Höhlen und Friedrichstal eine Grenze zu Meinerzhagen. Gespeist wird die Trinkwassertalsperre unter anderem durch den Hauptfluss die Kerspe und kleinere Flüsse wie den Antlenbach und den Erlenbach. Im nördlichen Stadtgebiet liegt die Jubachtalsperre, die ebenfalls der Trinkwasserversorgung dient. Durch das nördliche Stadtgebiet fließt die Volme, die südöstlich von Meinerzhagen kommt und das Stadtgebiet kurz nach der Ortslage Rhadermühle nördlich wieder verlässt. Rönsahl und Lingese fließen durch das südliche Stadtgebiet.

### Flächennutzung
Von den 7.163 Hektar (ha) Gemeindefläche entfallen 769 ha auf Siedlungs- und Verkehrsflächen (10,7 % der Gesamtfläche), 3396 ha auf Wald (47,4 % der Gesamtfläche), 2884 ha auf landwirtschaftliche Flächen (40,3 % der Gesamtfläche) sowie 114 ha auf Wasser- und sonstige Flächen (0,2 % der Gesamtfläche).

### Nachbargemeinden
Kierspe grenzt im Nordwesten an Halver, im Norden an Lüdenscheid und im Osten an Meinerzhagen. Diese Kommunen gehören wie Kierspe zum Märkischen Kreis. Im Süden und Südwesten grenzt die Gemeinde an den Oberbergischen Kreis mit Marienheide (S) und Wipperfürth (SW).
| Halver      | Lüdenscheid                                 |              |
|             | Kompassrose, die auf Nachbargemeinden zeigt | Meinerzhagen |
| Wipperfürth | Marienheide                                 |              |

### Stadtgliederung
Das Stadtgebiet ist nicht in Ortsteile gegliedert.
Kierspe ist räumlich unterteilt in den alten Ortskern um die Margarethenkirche, das „Dorf“, Rönsahl und den im Volmetal gelegenen Ortsteil „Bahnhof“. Mit Anschluss des Ortes an die Bahnstrecke entstand seinerzeit dieser jüngere Ortsteil.
Ortslagen von Kierspe (Aufzählung unvollständig):

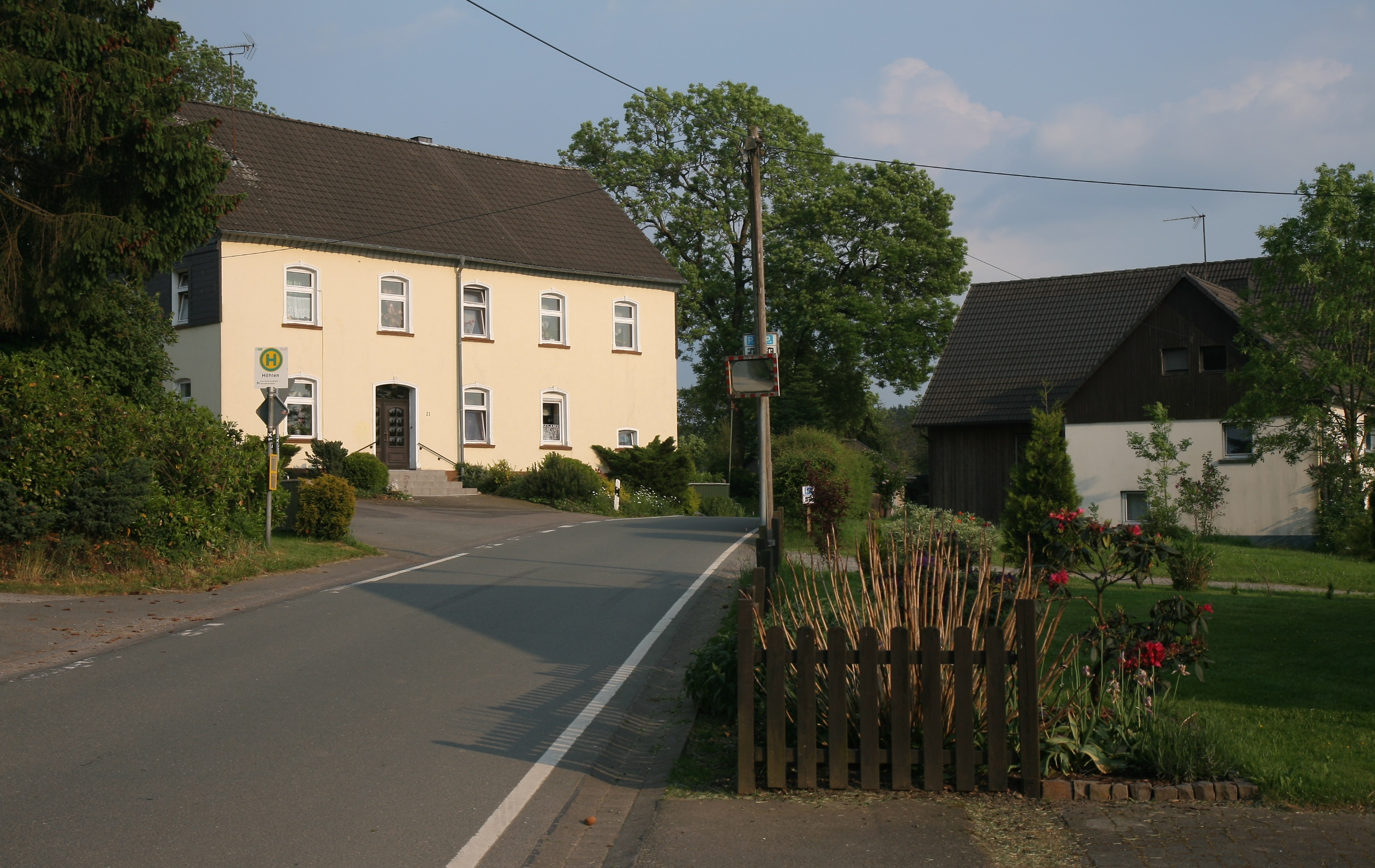
Ortsdurchfahrt (K44) Höhlen

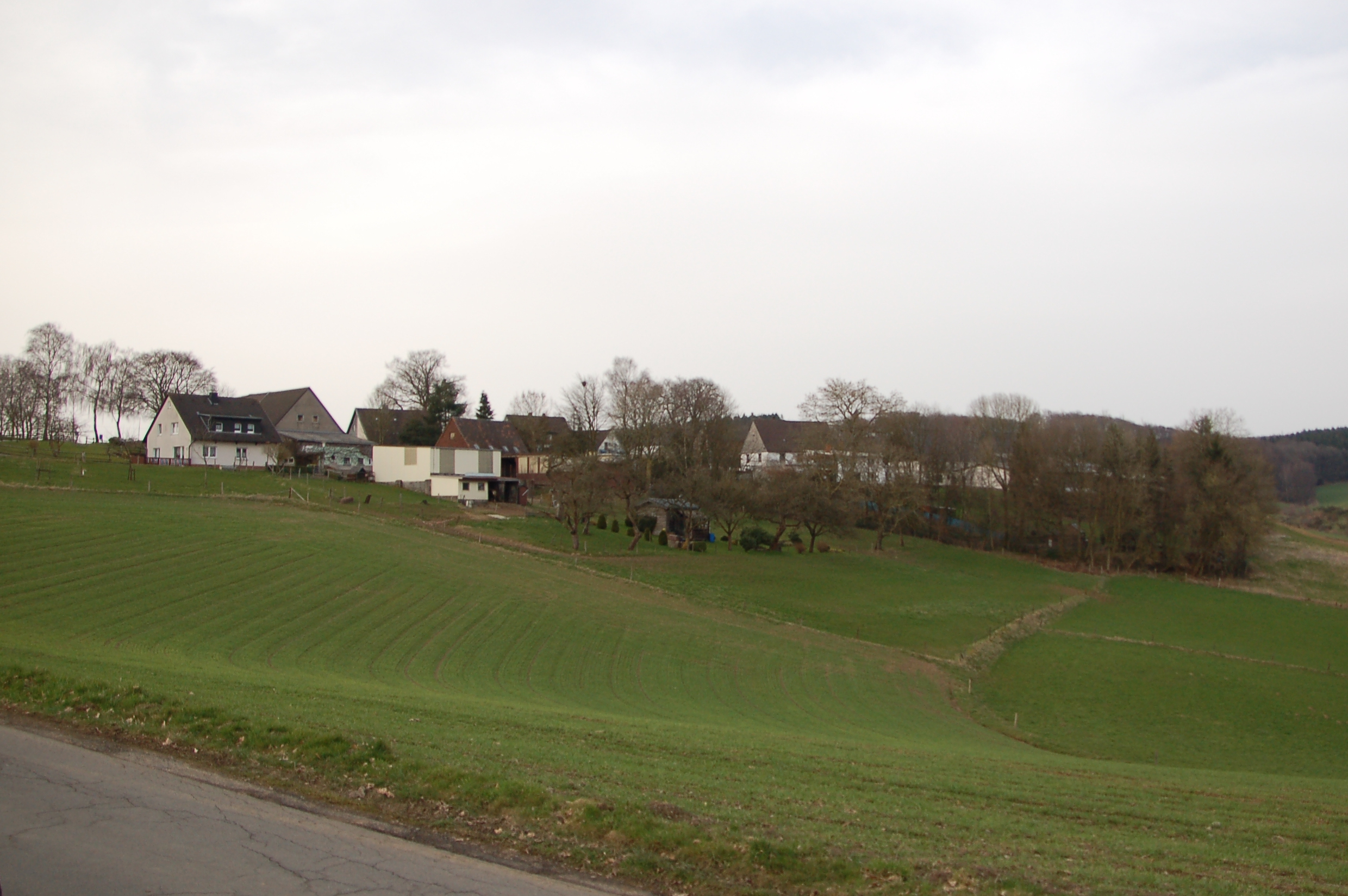
Benninghausen

| - Antlenberg - Auf der Mark - Bahnhof - Becke - Beckinghausen - Beerenburg - Belkenscheid - Benninghausen - Berken - Berkenbaum - Berkermühle - Blechen - Börlinghausen - Bollwerk - Bordinghausen - Brake - Breye - Bruch - Bungenroth - Burg | - Bürhausen - Dorf - Dorn - Dornensiepen - Dörscheln - Düren - Dürenerhaus - Eicken - Eickener Mühle - Eickerhof - Eickmannsholt - Elbringhausen - Eltinghausen - Feld - Felderhof - Fernhagen - Friedrichstal - Glietenberg - Grünenbaum - Grünenschlade - Gut Haarbecke | - Haarhausen - Halzenbach - Hammecke - Haustätte - Hemecke - Herlinghausen - Hinterste Berg - Hinterste Vornberg - Höckinghausen - Höferhof - Höhlen - Holt - Hölterhaus - Hüttebruch - Immelscheid - In der Grüne - In der Mark - Kierspehagen - Kiersper Wöste - Kiersper Löh - Kiersper Oberhof | - Lammecke - Linden - Lingese - Loh - Lohfeld - Meienborn - Mittelheukelbach - Mühlenschmidthausen - Neue Brücke - Neuenhaus - Niederhohenholten - Nott - Oberheukelbach - Oberhohenholten - Ohl - Pielenhöhlen - Quabecke - Rhadermühle - Rensiepen - Rhinschen Schmidthausen | - Rönsahl - Rönsahler Löh - Rönsahler Wöste - Romberg - Sankel - Schleipe - Sessinghausen - Sprotterhammer - Stöcken - Thal - Varmert - Vollme - Vorderste Berg - Vorderste Vornberg - Vornholt - Vorth - Vortherhammer - Wällen - Werfelscheid - Windfuhr - Wolzenburg |

## Geschichte

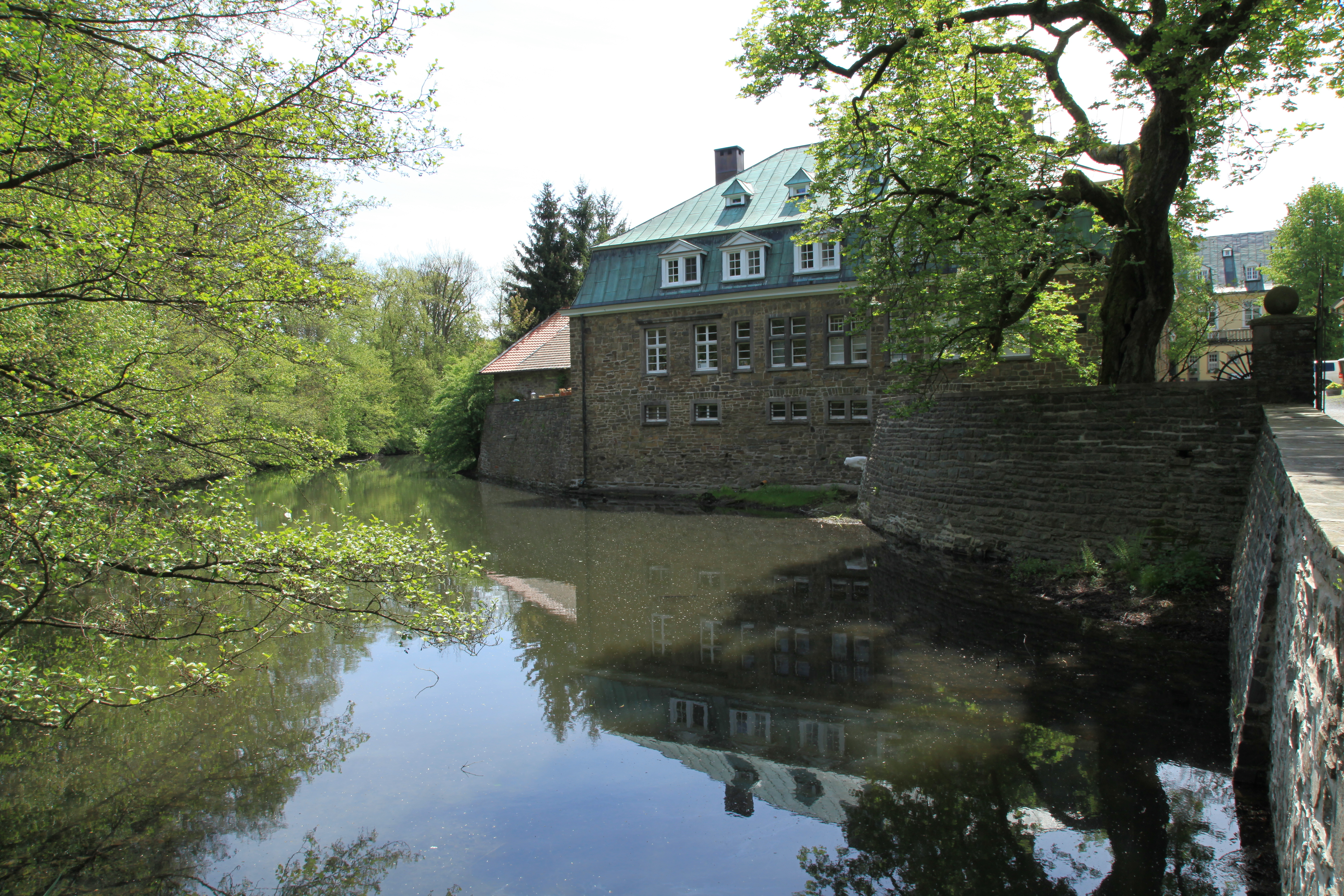
Haus Rhade

Der Name Kierspe wird in einer Schrift des Klosters Werden an der Ruhr zwischen 900 und 1130 erstmals urkundlich erwähnt. Die erste urkundliche Erwähnung des Hauses Rhade geht auf das Jahr 991 zurück, als Heribert, der Kölner Erzbischof, den Herrenhof Rhade, den er 1003 dem Benediktinerstift Deutz schenkte, erwarb.
Die Servatiuskirche in Rönsahl wurde 1260 wahrscheinlich an Stelle eines Vorgängerbaus errichtet. 1330 wurde die hölzerne Kirche im Ortszentrum durch eine Steinkirche ersetzt, an deren Platz heute die zwischen 1816 und 1817 erbaute evangelische Pfarrkirche St. Margaretha steht. Die mittelalterliche Kirche bildete den Mittelpunkt des Ortes. Die ringförmige Straßenführung um die Kirche ist noch heute erkennbar.
Politisch gehörte das Kierspe im Mittelalter und der Frühen Neuzeit zur Grafschaft Mark. Rönsahl lag zunächst im Herrschaftsbereich der Grafen von Berg, ehe der Ort 1367 ebenfalls an die Grafschaft Mark kam. Im Zuge der Reformation dieses Territoriums wurden auch die Einwohner Kierspes seit 1574 protestantisch. Im Spätmittelalter war die so genannte Thingslinde Verhandlungsort eines Femegerichts. In Rönsahl bestand von 1565 bis 1753 ein eigenes Gericht.
Wirtschaftlich bedeutend war schon im Mittelalter die Eisenverarbeitung. Es gab eine Reihe von Hammerwerken im heutigen Stadtgebiet. Ursprünglich basierte dieses Gewerbe auf lokalen Erzvorkommen. Eine Eisenhütte an der Jubach wurde vor einigen Jahren archäologisch untersucht. Nachdem diese ausgebeutet waren, wurde das nötige Roheisen aus dem Siegerland bezogen. Die Bezeichnung „Eisenstraße“ weist auf diese Vergangenheit hin.
Der Ortsteil Rönsahl erlebte einen bedeutenden wirtschaftlichen Aufschwung durch die Pulverfabrikation. Davon zeugen noch einige herrschaftliche Villen im Ort. Bekannt wurde das Rönsahler Jagdpulver Diana.

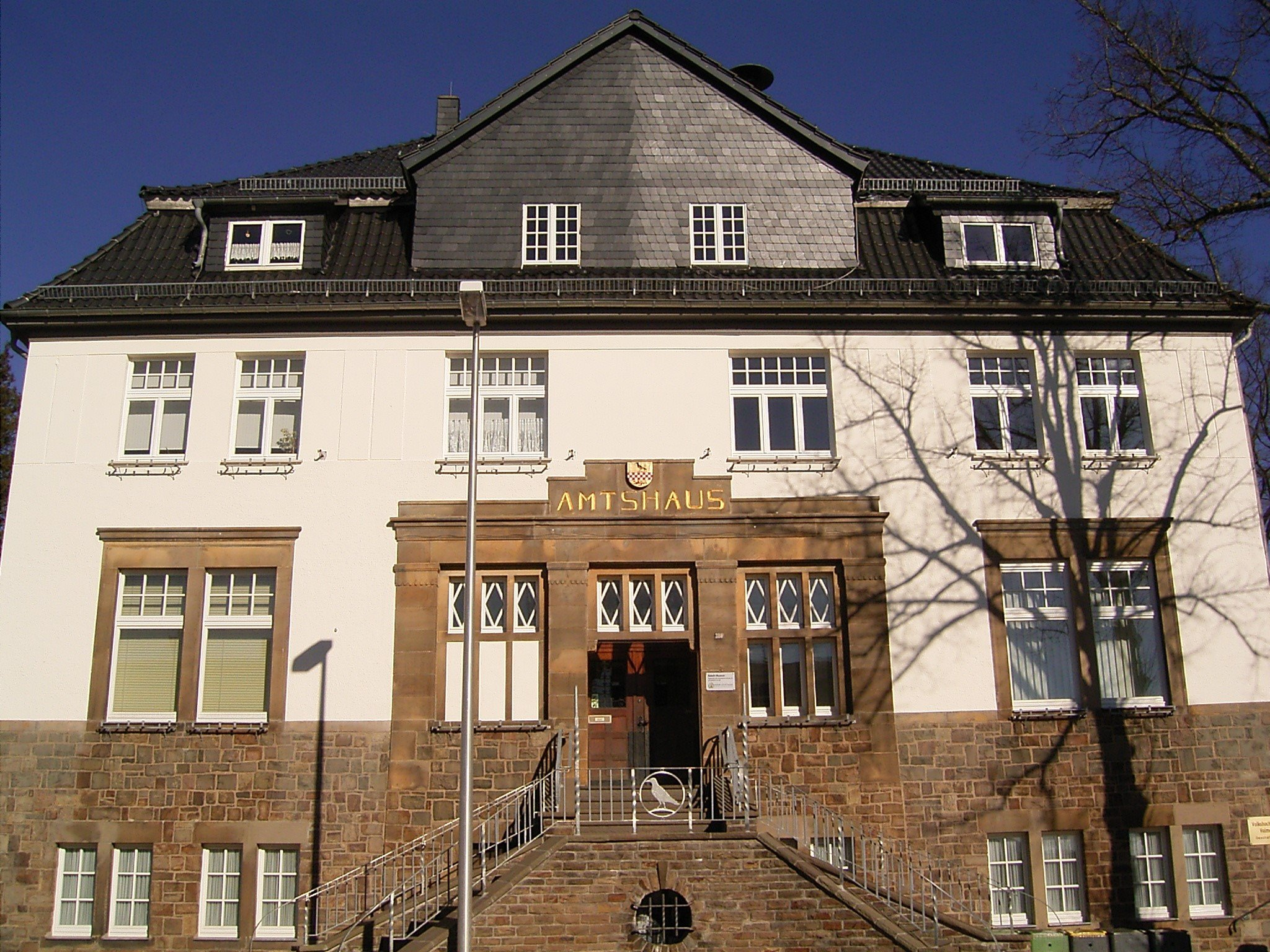
Altes Amtshaus mit Bakelitmuseum und Geschäftsstelle der VHS Volmetal

Der Beschluss von 1841, Kierspe und Rönsahl zu einem Amt zu erheben, wurde fünf Jahre später in die Tat umgesetzt.
1908 wurde das Amts- und spätere Rathaus Kierspe fertiggestellt. Nach vierjähriger Bauzeit wurde 1913 die Kerspetalsperre mit 16 Millionen m³ Stauraum in Betrieb genommen.
Das Amt Kierspe wurde 1968 das Amt zu Gunsten der künftigen Stadt Kierspe aufgelöst. Bereits 1969 wurde in Kierspe die erste Gesamtschule im ländlich-kleinstädtischen Raum Nordrhein-Westfalens gegründet. Im 1986 zog das Rathaus in die ehemalige Zentrale der Schraubenfabrik Knipping ein.
Seit 2012 läuft zusammen mit Halver, Schalksmühle und Meinerzhagen das Regionale Projekt Oben an der Volme. Die Gelder kommen zum Großteil von der Bundesrepublik und vom Land NRW. Beim Projekt soll es zu einer Stadtkernaufwertung in den vier Städten kommen. Die Volmetalbahn soll wieder für den Personenverkehr durchgängig aktiviert werden und der Volmetalradweg gebaut werden. Eine Kunst- und Kulturachse Art Volmetal ist in Entstehen. In Kierspe wurde der Volme-Freizeitpark gebaut. Im Projektgebiet soll es zur Revitalisierung der Volme im Rahmen der Wasserrahmenrichtlinie der EU kommen. Das Flussbett der Volme soll dabei renaturiert und der ökologische Wert deutlich erhöht werden.

### Eingemeindungen
Die Stadt in den heutigen Grenzen entstand unter anderem im Zuge der kommunalen Neugliederung des Landkreises Altena und der kreisfreien Stadt Lüdenscheid am 1. Januar 1969: die beiden Gemeinden des Amtes Kierspe, Kierspe und Rönsahl, wurden zusammengefasst und Gebietsteile der aufgelösten Gemeinde Lüdenscheid-Land kamen hinzu. Die daraus entstandene Großgemeinde bekam gleichzeitig das Stadtrecht verliehen. Leichte Veränderungen wurden zum 1. Januar 1975 umgesetzt, als Kierspe mit §12 Köln-Gesetz Teile des Stadtgebiets an Marienheide abtrat und gleichzeitig Gebiete der Gemeinde Klüppelberg (Oberbergischer Kreis) eingliederte.

### Einwohnerstatistik

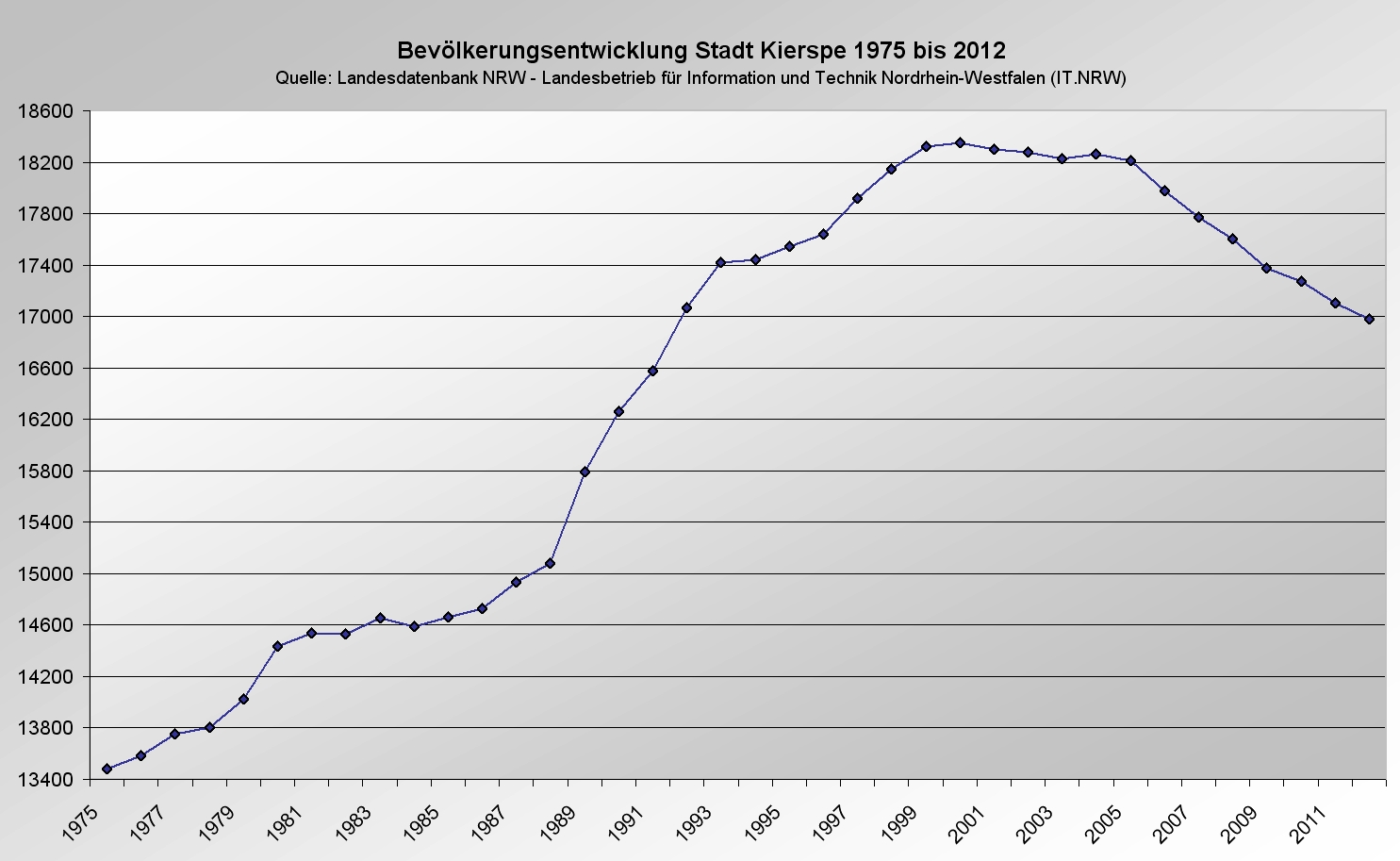
Bevölkerungsentwicklung 1975 bis 2012

Die grafische Darstellung der Bevölkerungsentwicklung zeigt einen fast kontinuierlichen Anstieg der Einwohnerzahlen der Stadt Kierspe in den Jahren 1975 bis 2004. Seitdem nimmt die Einwohnerzahl wieder ab.
| Jahr | Einwohner  |
| ---- | ---------- |
| 1634 | 02.570     |
| 1875 | 03.513     |
| 1905 | 05.002     |
| 1925 | 06.432     |
| 1935 | 06.899     |
| 1950 | 09.946     |
| 1961 | 10.530     |
| 1970 | 13.500     |
| 1974 | 13.577     |
| 1975 | ¹ 13.478 ¹ |
| 1976 | ¹ 13.585 ¹ |

| Jahr | Einwohner |
| ---- | --------- |
| 1977 | 13.750 ¹  |
| 1978 | 13.803 ¹  |
| 1979 | 14.020 ¹  |
| 1980 | 14.436 ¹  |
| 1981 | 14.536 ¹  |
| 1982 | 14.532 ¹  |
| 1983 | 14.656 ¹  |
| 1984 | 14.588 ¹  |
| 1985 | 14.665 ¹  |
| 1986 | 14.731 ¹  |
| 1987 | 14.933 ¹  |

| Jahr | Einwohner |
| ---- | --------- |
| 1988 | 15.082    |
| 1989 | 15.789    |
| 1990 | 16.257    |
| 1991 | 16.574    |
| 1992 | 17.068    |
| 1993 | 17.416    |
| 1994 | 17.440    |
| 1995 | 17.541    |
| 1996 | 17.638    |
| 1997 | 17.917    |
| 1998 | 18.143    |

| Jahr | Einwohner |
| ---- | --------- |
| 1999 | 18.324    |
| 2000 | 18.353    |
| 2001 | 18.299    |
| 2002 | 18.277    |
| 2003 | 18.225    |
| 2004 | 18.292    |
| 2005 | 18.209    |
| 2006 | 17.974    |
| 2007 | 17.772    |
| 2008 | 17.605    |
| 2009 | 17.376    |

| Jahr | Einwohner |
| ---- | --------- |
| 2010 | 17.270    |
| 2011 | 17.103    |
| 2012 | 16.139    |
| 2013 | 16.116    |
| 2014 | 16.120    |
| 2015 | 16.300    |
| 2016 | 16.272    |
| 2017 | 16.210    |
| 2018 | 16.137    |
| 2019 | 16.119    |
| 2022 | 16.422    |

¹ Schätzung

Ab 1975 Stichtag 31. Dezember – Landesdatenbank NRW

### Konfessionsstatistik
Gemäß dem Zensus 2011 waren 41,4 % der Einwohner evangelisch, 19,4 % (3.179 Einwohner) römisch-katholisch und 39,2 % waren konfessionslos, gehörten einer anderen Glaubensgemeinschaft an oder machten keine Angabe. Der Anteil der Protestanten und Katholiken an der Gesamtbevölkerung ist seitdem jährlich um 1 Prozentpunkt gesunken. Gemäß dem Zensus 2022 waren 33,4 der Einwohner evangelisch, 17,5 % (2.904) katholisch. 49,1 % waren konfessionslos, gehörten einer anderen Glaubensgemeinschaft an oder machten keine Angabe.
Laut kirchliche Statistik hatte Kierspe Ende Dezember 2019 16.119 Einwohner davon 18,0 % (2.909) Katholiken.
Insbesondere getragen von russlanddeutschen Zuwanderern existieren baptistische Gemeinden am Ort.

## Politik

### Stadtrat
Die Zusammensetzung des Rats der Stadt Kierspe seit 1975  zeigt die Tabelle. Während die SPD von 1975 bis 1994 stärkste Kraft war, ist es seitdem die CDU.
| Rat der Gemeinde Kierspe: Wähleranteil und Gemeinderäte seit 1975                                | Rat der Gemeinde Kierspe: Wähleranteil und Gemeinderäte seit 1975 | Rat der Gemeinde Kierspe: Wähleranteil und Gemeinderäte seit 1975 | Rat der Gemeinde Kierspe: Wähleranteil und Gemeinderäte seit 1975 | Rat der Gemeinde Kierspe: Wähleranteil und Gemeinderäte seit 1975 | Rat der Gemeinde Kierspe: Wähleranteil und Gemeinderäte seit 1975 | Rat der Gemeinde Kierspe: Wähleranteil und Gemeinderäte seit 1975 | Rat der Gemeinde Kierspe: Wähleranteil und Gemeinderäte seit 1975 | Rat der Gemeinde Kierspe: Wähleranteil und Gemeinderäte seit 1975 | Rat der Gemeinde Kierspe: Wähleranteil und Gemeinderäte seit 1975 | Rat der Gemeinde Kierspe: Wähleranteil und Gemeinderäte seit 1975 | Rat der Gemeinde Kierspe: Wähleranteil und Gemeinderäte seit 1975 | Rat der Gemeinde Kierspe: Wähleranteil und Gemeinderäte seit 1975 | Rat der Gemeinde Kierspe: Wähleranteil und Gemeinderäte seit 1975 | Rat der Gemeinde Kierspe: Wähleranteil und Gemeinderäte seit 1975 | Rat der Gemeinde Kierspe: Wähleranteil und Gemeinderäte seit 1975 | Rat der Gemeinde Kierspe: Wähleranteil und Gemeinderäte seit 1975 | Rat der Gemeinde Kierspe: Wähleranteil und Gemeinderäte seit 1975 |
| ------------------------------------------------------------------------------------------------ | ----------------------------------------------------------------- | ----------------------------------------------------------------- | ----------------------------------------------------------------- | ----------------------------------------------------------------- | ----------------------------------------------------------------- | ----------------------------------------------------------------- | ----------------------------------------------------------------- | ----------------------------------------------------------------- | ----------------------------------------------------------------- | ----------------------------------------------------------------- | ----------------------------------------------------------------- | ----------------------------------------------------------------- | ----------------------------------------------------------------- | ----------------------------------------------------------------- | ----------------------------------------------------------------- | ----------------------------------------------------------------- | ----------------------------------------------------------------- |
|                                                                                                  |                                                                   |                                                                   |                                                                   |                                                                   |                                                                   |                                                                   |                                                                   |                                                                   | UWG1                                                              | UWG1                                                              | Freie Wähler1                                                     | Freie Wähler1                                                     | Sonstige1                                                         | Sonstige1                                                         | Gesamt                                                            | Gesamt                                                            | Wahl- beteiligung                                                 |
| Wahlperiode                                                                                      | %                                                                 | Mandate                                                           | %                                                                 | Mandate                                                           | %                                                                 | Mandate                                                           | %                                                                 | Mandate                                                           | %                                                                 | Mandate                                                           | %                                                                 | Mandate                                                           | %                                                                 | Mandate                                                           | %                                                                 | Gesamtanzahl der Sitze im Rat                                     | %                                                                 |
| 1975–1979                                                                                        | 43,45                                                             |                                                                   | 35,33                                                             |                                                                   |                                                                   |                                                                   | 9,53                                                              |                                                                   | 11,96                                                             | 3                                                                 |                                                                   |                                                                   | –                                                                 | –                                                                 | 100                                                               |                                                                   | 84,65                                                             |
| 1979–1984                                                                                        | 43,46                                                             |                                                                   | 37,65                                                             |                                                                   | 9,53                                                              |                                                                   | 12,17                                                             | 4                                                                 |                                                                   |                                                                   | –                                                                 | –                                                                 | 100                                                               |                                                                   | 70,44                                                             |                                                                   |                                                                   |
| 1984–1989                                                                                        | 40,06                                                             |                                                                   | 33,36                                                             |                                                                   | 09,11                                                             |                                                                   | 3,65                                                              |                                                                   | 13,81                                                             | 4                                                                 |                                                                   |                                                                   | –                                                                 | –                                                                 | 100                                                               |                                                                   | 65,57                                                             |
| 1989–1994                                                                                        | 41,43                                                             | 14                                                                | 37,66                                                             | 12                                                                | 08,70                                                             | 3                                                                 | –                                                                 | –                                                                 | 12,20                                                             | 4                                                                 |                                                                   |                                                                   | –                                                                 | –                                                                 | 100                                                               | 33                                                                | 65,90                                                             |
| 1994–1999                                                                                        | 37,73                                                             | 13                                                                | 40,50                                                             | 14                                                                | 07,80                                                             | 2                                                                 | –                                                                 | –                                                                 | 14,00                                                             | 4                                                                 |                                                                   |                                                                   | –                                                                 | –                                                                 | 100                                                               | 33                                                                | 78,90                                                             |
| 1999–2004                                                                                        | 30,53                                                             | 10                                                                | 45,80                                                             | 16                                                                | 07,39                                                             | 2                                                                 | –                                                                 | –                                                                 | 16,30                                                             | 6                                                                 |                                                                   |                                                                   | –                                                                 | –                                                                 | 100                                                               | 34                                                                | 53,36                                                             |
| 2004–2009                                                                                        | 29,30                                                             | 10                                                                | 37,02                                                             | 13                                                                | 07,09                                                             | 2                                                                 | 6,66                                                              | 2                                                                 | 19,90                                                             | 7                                                                 |                                                                   |                                                                   | –                                                                 | –                                                                 | 100                                                               | 34                                                                | 52,40                                                             |
| 2009–2014                                                                                        | 21,80                                                             | 07                                                                | 32,59                                                             | 11                                                                | 09,02                                                             | 3                                                                 | 8,32                                                              | 3                                                                 | 20,73                                                             | 7                                                                 | 07,54                                                             | 3                                                                 | –                                                                 | –                                                                 | 100                                                               | 34                                                                | 46,16                                                             |
| 2014–2020                                                                                        | 28,36                                                             | 10                                                                | 36,60                                                             | 13                                                                | 08,51                                                             | 3                                                                 | 4,65                                                              | 2                                                                 | 16,82                                                             | 6                                                                 | 05,60                                                             | 2                                                                 | –                                                                 | –                                                                 | 100                                                               | 36                                                                | 44,51                                                             |
| [00]2020–2025                                                                                    | 22,28                                                             | 08                                                                | 28,54                                                             | 10                                                                | 12,27                                                             | 4                                                                 | 7,36                                                              | 2                                                                 | 19,13                                                             | 6                                                                 | 10,41                                                             | 4                                                                 | –                                                                 | –                                                                 | 100                                                               | 34                                                                | 45,62                                                             |
| Prozentanteile gerundet. Quellen: Landesdatenbank NRW; Landesbetrieb Information und Technik NRW |                                                                   |                                                                   |                                                                   |                                                                   |                                                                   |                                                                   |                                                                   |                                                                   |                                                                   |                                                                   |                                                                   |                                                                   |                                                                   |                                                                   |                                                                   |                                                                   |                                                                   |

1 In den zu Grunde liegenden Daten der Landesdatenbank NRW sind die Wahlergebnisse von UWG und freie Wähler kumuliert angegeben. Deshalb können sie hier nicht getrennt dargestellt werden und finden sich jeweils unter Sonstige wieder.

### Bürgermeister
| Jahr      | Bürgermeister           |              |
| --------- | ----------------------- | ------------ |
| 1999–2004 | Joachim Timpe (CDU)     | hauptamtlich |
| 2004–2020 | Frank Emde (parteilos)  | hauptamtlich |
| 2020–     | Olaf Stelse (parteilos) | hauptamtlich |

Erster Stadtdirektor von Kierspe war Wolfgang Barthold, der bereits von 1950 bis 1968 Amtsdirektor im Amt Kierspe war. Nach der Gemeindeordnung von 1994 sind die Ämter des nebenamtlichen Bürgermeisters und des hauptamtlichen Stadtdirektors seit 1999 in einer Person vereint; dieser hauptamtliche Bürgermeister wird immer für fünf Jahre gewählt. Erster hauptamtlicher Bürgermeister von Kierspe war Joachim Timpe.
| Jahr      | Stadtdirektor     |
| --------- | ----------------- |
| 1969–1974 | Wolfgang Barthold |
| 1974–1987 | Helmut Brockmeier |
| 1987–1994 | Manfred Lipphardt |
| 1995–1999 | Heinrich Hüther   |

### Wappen

Stadtwappen Kierspe

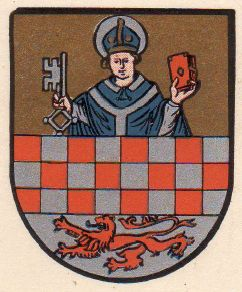
Rönsahler Wappen

Das Wappen der Stadt Kierspe wurde vom Amt Kierspe übernommen:
Es zeigt einen durch einen rot-silbernen Schachbalken des Grafen von der Mark geteilten Schild von Gold und
Silber, oben einen nach rechts schreitenden schwarzen Raben (Rauk), unten den blau bewehrten roten Löwen der Herzöge von Berg.
Das Wappen vereinigt Symbole aus den beiden Mitgliedsgemeinden des Amtes. Die Gemeinde Rönsahl hatte im oberen Feld Sankt Servatius den Schutzpatron der Kirche in Rönsahl, während darunter der Balken und der Löwe waren. Im Wappen der Gemeinde Kierspe dagegen war das untere Feld leer, und im oberen Feld befand sich der Rabe oder Rauk. Der Rauk wurde zum Symbol der Gemeinde, da im 18. Jahrhundert die jungen Rekruten im blauen Kittel bei der Musterung den Ruf des Raben nachmachten. Der gleiche Ruf war auch Kampfruf bei Keilereien.
Die Wappen wurden von Otto Hupp entworfen. Die Gemeindewappen von Kierspe und Rönsahl wurden am 17. Oktober 1935, das Amtswappen am 20. August 1936 und das Stadtwappen am 29. Juli 1969 genehmigt.

### Städtepartnerschaften
Seit 1988 besteht eine Städtepartnerschaft mit dem französischen Ort Montigny-le-Bretonneux in der Nähe von Paris. Die Partnerschaft ist aus einem langjährigen Schüleraustausch der Gesamtschule Kierspe mit einem College in Montigny-le-Bretonneux entstanden.
Mit der englischen Stadt Denton, einem Vorort der Stadt Manchester, besteht seit 2012 eine Partnerschaft.

## Kultur und Sehenswürdigkeiten
Kierspe verfügt über kein Theater. Für kulturelle Veranstaltungen steht mit einer Platzkapazität von über 400 Personen das Pädagogische Zentrum der Gesamtschule Kierspe zur Verfügung. Ein weiterer Veranstaltungsort ist die Historische Brennerei in Kierspe-Rönsahl, die für etwa 120 Personen Platz bietet. Kulturelle Veranstaltungen in Kierspe und der Nachbarstadt Meinerzhagen werden durch den Kommunikations- und Kultur-Verein KUK gefördert.

### Museen

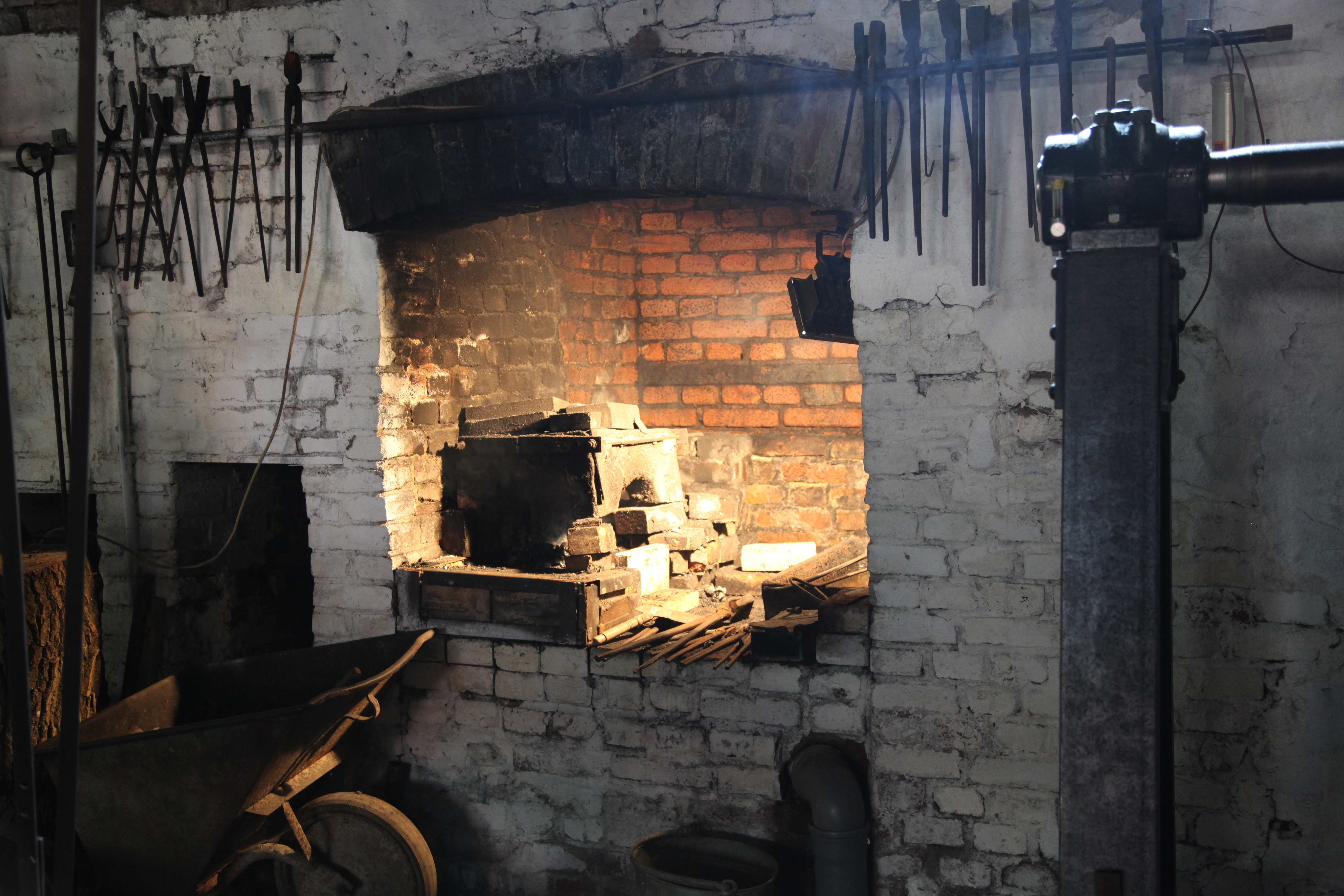
Museum Hammerwerk Schleiper Hammer

Im Alten Amtshaus von Kierspe befindet sich Deutschlands erstes Bakelit-Museum. Im Museum Hammerwerk Schleiper Hammer wird die Herstellung von Bakelitgegenständen wie Eierbechern, Tabakdosen, Trichtern und Untersetzern aus Bakelit mit alten Originalmaschinen aus den Anfängen der Kunststoffherstellung um 1930 gezeigt. Im „Schleiper Hammer“ gibt es ebenfalls Vorführungen alter Schmiedekunst. Speziell wird die Herstellung des Afrikaspaten gezeigt. Im Fritz-Linde-Museum wird die Geschichte des Heimatdichters Fritz Linde in dessen ehemaligen Wohnhaus dargestellt. Im privat geführten Märkischen Zinnfiguren Kabinett können etwa 15.000 Zinnfiguren und 50 Dioramen besichtigt werden. Das Museum befand sich bis 1997 in der Altstadt von Lüdenscheid.

### Musik
In der Musikgemeinschaft Kierspe haben sich die Stadtkapelle, die Big Band Swingsound, die Jugend-Big-Band High-Vol(u)me, das Jugend-Orchester WGK-Wild-Generationen-Kids und das Akkordeonorchester zu einem gemeinsamen Verein zusammengeschlossen. Neben diesem Zusammenschluss wird im Spielmannszug der Feuerwehr, dem Bläserchor der Freien evangelischen Gemeinde, dem Bläserkorps Hegering Rönsahl und dem Bläserkreis Rönsahl musiziert.

### Bauwerke

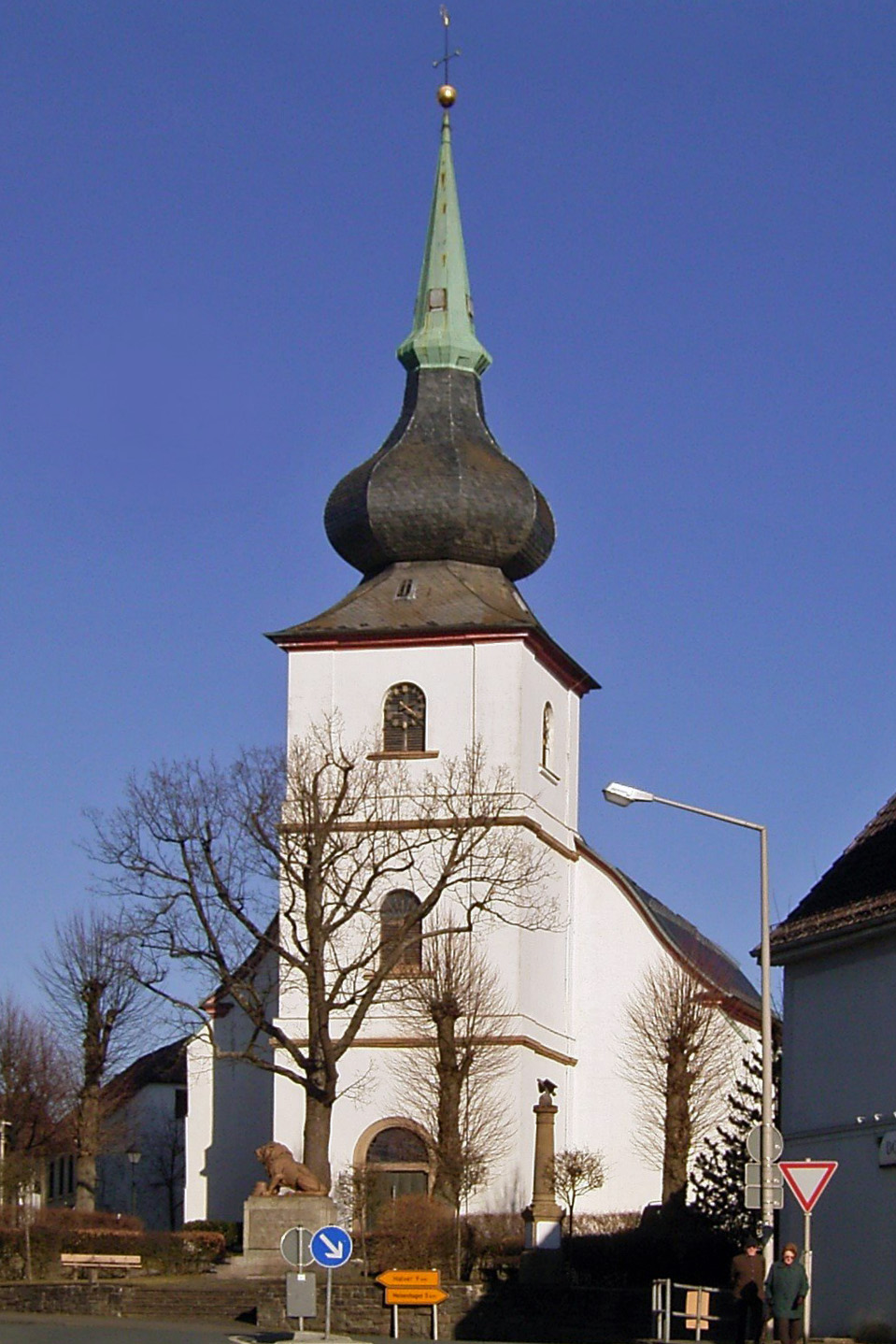
Margarethenkirche

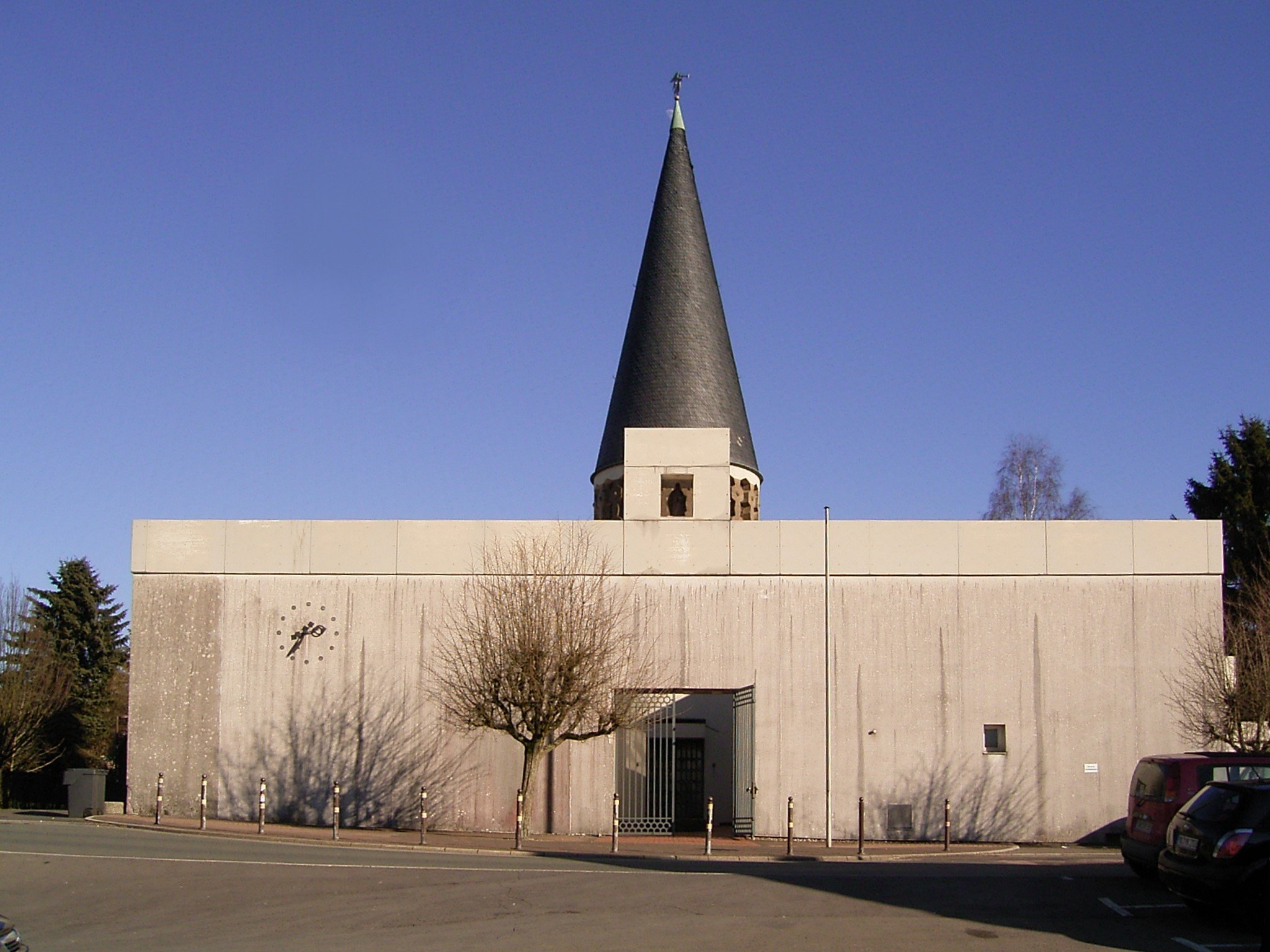
Katholische Kirche St. Josef

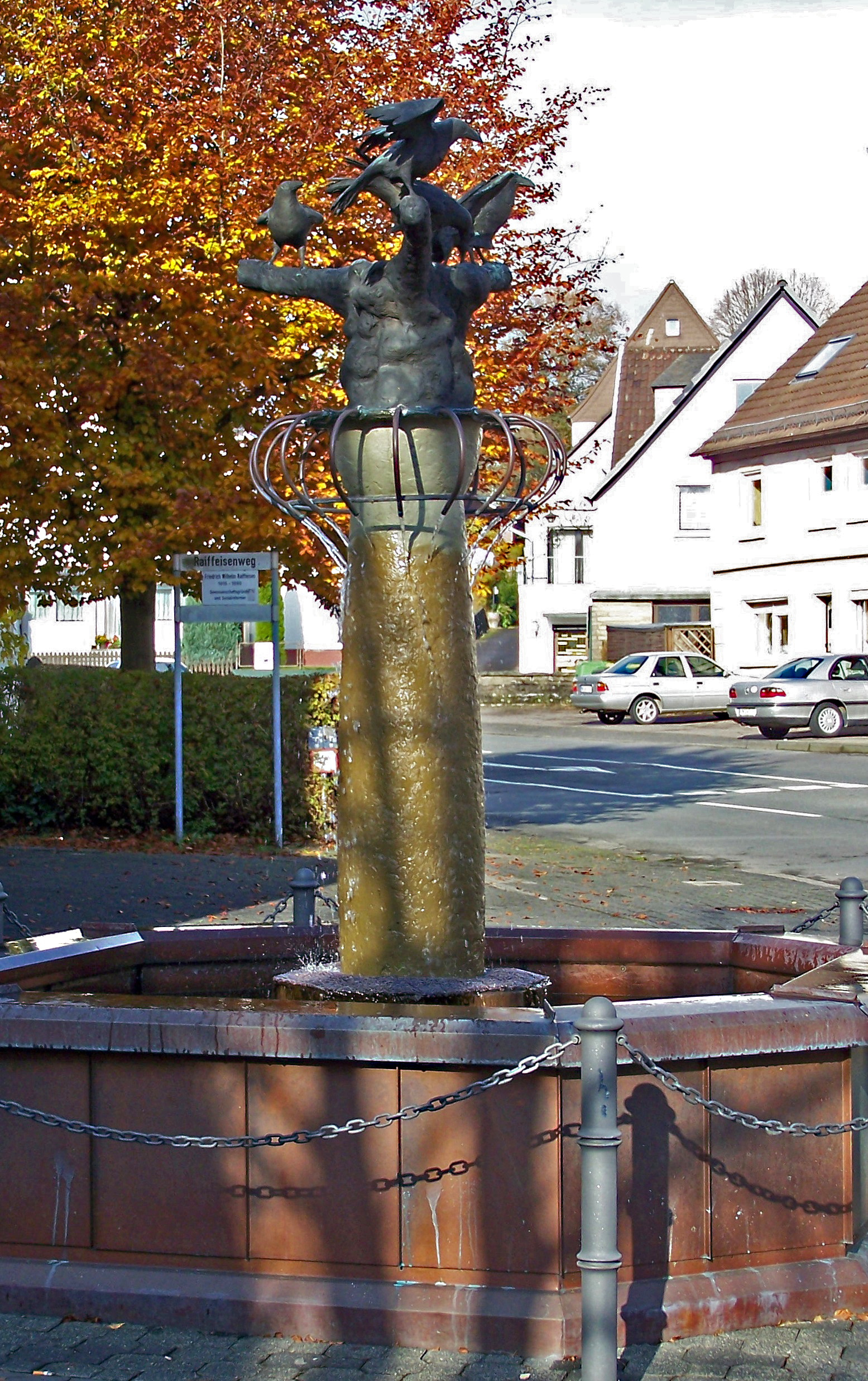
Raukbrunnen

Ein sehr altes Gebäude in Kierspe ist der Herrenhof Haus Rhade. Er wurde 991 erstmals erwähnt. Nachdem der Hof in den folgenden Jahrhunderten an verschiedene Adelsfamilien verpfändet worden war, wurde er von der Familie von Holtzbrinck übernommen. Seit 1916 bewohnt Familie Schwietzke das Anwesen, weshalb es nicht öffentlich zugänglich ist. Zwischen 1250 und 1450 war eine Eisenhütte oberhalb des Hauses in Betrieb.
Die Margarethenkirche ist die älteste Kirche Kierspes, geht auf das 12. Jahrhundert zurück und ist mittlerweile eine evangelische Pfarrkirche. Der heutige Bau mit dem Zwiebelturm wurde in der ersten Hälfte des 19. Jahrhunderts errichtet.
Die zweitälteste Kirche der Stadt ist die heutige Servatiuskirche. Sie wurde in spätromanischer Zeit errichtet. 1766 brannte das Kirchenschiff ab und wurde im Barock wieder aufgebaut. Zwischen 1959 und 1961 erbaute Gottfried Böhm die moderne katholische Kirche St. Josef. Die evangelische Christuskirche wurde 1952 im Ortsteil Bahnhof, der vor allem durch Industrie geprägt ist, erbaut. Im Ortsteil Bahnhof befindet sich ebenso der Saal der Freien evangelischen Gemeinde. Im Ortsteil Rönsahl befindet sich die St.-Engelbert-Kirche.
Weitere bedeutende Stadtgebäude sind das Alte Amtshaus und das 1784 im frühklassizistischen Stil erbaute Reidemeisterhaus Voswinkel. Das Haus Isenburg, eine ehemalige Galerie, wird seit 2009 als Wohnhaus genutzt.
Bauwerk mit industrieller beziehungsweise handwerklicher Nutzung ist das 1853 erbaute Gebäude der historischen Brennerei Rönsahl (ehemals Brennerei Krugmann aus Meinerzhagen), die Ölmühle in Rönsahl mit alten Fischteichen, der Schleiper Hammer und die als Zwangsmühle nahe dem Anwesen Haus Rhade erbaute Kornmühle (Rhader Mühle).
Der Raukbrunnen, der vom Künstler Waldemar Wien, der auch den Spatenbrunnen vor dem Rathaus erstellt hat, entworfen wurde, befindet sich in der Nähe der Margarethenkirche. Das Wappentier Kierspes, der Rabe (altdeutsch: Rauk), ist auf dem Brunnen dargestellt.
Auf dem Wienhagen (479,3 m ü. NHN) wurde 1929 zum Gedenken an die Gefallenen des Ersten Weltkriegs der 16 m hohe Wienhagener Aussichtsturm errichtet.

### Parks und Grünanlagen
Neben einem nicht öffentlich zugänglichen Park in Haus Rhade verfügt Kierspe über eine Grünanlage am Thaler Teich in Kierspe-Dorf. Ebenso wurde durch Finanzierung des Landes NRW zusammen mit der Stadt Kierspe der „Volme-Freizeitpark“ eröffnet welcher am Bahnhof zu finden ist.

### Schutzgebiete für die Natur
Seit dem 30. Dezember 2003 gibt es für das Kierspe Stadtgebiet einen Landschaftsplan, in dem die Flächen außerhalb der bebauten Ortsteile und des Geltungsbereichs eines Bebauungsplans als Landschaftsschutzgebiet ausgewiesen wurden, sofern kein höherer Schutzstatus wie beispielsweise Naturschutzgebiet (NSG) besteht.
Die Bruchwälder Wöste mit zwei Teilflächen wurden als Europäisches Schutzgebiet (FFH-Gebiete) ausgewiesen. Es gibt insgesamt 24 Naturschutzgebiete unterschiedlicher Größe, die insgesamt 248,41 Hektar umfassen, welche eine Größe von 0,68 ha bis 56,88 ha haben. Dabei ist das Naturschutzgebiet Wienhagen gleichzeitig Teil des FFH-Gebietes Bruchwälder Wöste. 15 der Naturschutzgebiete sind Bachauen, sechs sind Wälder, zwei Günlandbereichen und ein Gebiet ist eine Heide.
Im Stadtgebiet gibt es 32 Naturdenkmale. Bei 27 Naturdenkmalen handelt es sich um alte Einzelbäume bzw. Baumgruppen, während die anderen vier Naturdenkmale ehemalige Steinbrüche mit einer Gesamtfläche von 0,64 ha sind. Unter den Naturdenkmälern befindet sich die Thingslinde. Dieser alte Gerichtsbaum stand im Mittelalter an der wichtigen Landstraße zwischen Amsterdam und Frankfurt und konnte aus weiter Entfernung gesehen werden. Die Kaiser-Wilhelm-Linde steht der Thingslinde direkt gegenüber und ist noch größer. Die Namensgebung sollte an die Gründung des zweiten deutschen Kaiserreiches erinnern. Die Höhle Hülloch ist eine Höhle im Bereich des Berges Arnei, deren Eingang verschüttet war, jedoch mittlerweile wieder freigelegt ist. Nach einer lokalen Sage lebten die Schanhollen, kleine elfenartige Wesen, im Hülloch und kamen nachts zum Vorschein. Schon 1798 berichtete J.C.F. Bährens über das Hülloch. Er berichtet auch über „Sagen“ alter Kiersper, dass das Hülloch im Dreißigjährigen Krieg eine Zufluchtsstätte für die Bewohner Kierspes war. Im Jahr 2008 wurde begonnen das Hülloch mit teilweise schweren Baumaßnahmen zu erforschen bzw. freizulegen. 2010 gelang die Freilegung eines Zugangs zur Höhle.
Im Stadtgebiet befinden sich auch 32 kleinflächige geschützte Landschaftsbestandteile. Dazu kommen noch zahlreiche kleinere gesetzlich geschützte Biotope, die gleichzeitig in Flächen anderer Schutzkategorien liegen.
Das gesamte Gemeindegebiet ist seit 2015 Teil des Naturparks Sauerland-Rothaargebirge. Von 1964 bis 2015 war das gesamte Stadtgebiet Teil des Naturparks Ebbegebirge. Ein Großteil davon war 1964, im Jahr der Gründung des Naturparks, bereits als Landschaftsschutzgebiet ausgewiesen. Im Landschaftsplangebiet gibt es zwei Landschaftsschutzgebiete. Es sind dies das Landschaftsschutzgebiet Kierspe Typ A mit 5 717,63 ha und das Landschaftsschutzgebiet Kierspe Typ B mit 312,91 ha. Landschaftsschutzgebiet Typ A, steht für Allgemeiner Landschaftsschutz, während Typ B für Besonderer Landschaftsschutz steht. Im Landschaftsschutzgebiet Typ A ist unter anderem das Errichten von Bauten und Erstaufforstungen, auch die Neuanlage von Weihnachtsbaumkulturen, verboten. Im Typ B besteht zusätzlich ein Umwandlungsverbot von Grünland und Grünlandbrachen. Das Landschaftsschutzgebiet Typ B besteht aus mehreren Teilflächen, während das Landschaftsschutzgebiet Typ A eine zusammenhängende Fläche bildet, in dem alle anderen Schutzgebiete und die bebauten Bereiche innerhalb des Plangebietes liegen.
Neben anderen Vogelarten kommen in Kierspe die Großvogelarten Schwarzstorch und Rotmilan vor.

### Wander- und Radwege
- A7 Rönsahl – Wienhagener Aussichtsturm – Benninghausen – Carlsbuche – Rönsahl (12,5 km – Rundkurs)
- Raukweg (Wegezeichen schwarzer Rauk (Krähe) auf weißem Grund) Kierspe – Lingese – Wienhagener Aussichtsturm –  Elbringhausen –  Fritz-Linde-Stein – Thingslinde – Kierspe (24,5 km Rundkurs)
- X9  Rhein-Ruhr-Wanderweg von Dortmund – Kierspe – Königswinter (168 km)

### Sport
Im Stadtgebiet sind für sportliche Aktivitäten Sporthallen, Sportplätze, Tennisplätze und drei Schießsportanlagen vorhanden. Weitere sportliche Möglichkeiten sind auf einem Golf-, Fußballgolf-, Bolz- und einem Motoballplatz, einer Inlinerbahn, einem Bikepark und einer Reitanlage gegeben.
Die beiden Motoball-Bundesligisten MBC Kierspe und MSF Tornado Kierspe sind im Kiersper Motodrom beheimatet.
Zu den ältesten Sportvereinen gehören der TSV Kierspe (1879), der Kiersper Schützenverein (1899), der Allgemeine Schützenverein Kierspe (1924), der Ländliche Reit- und Fahrverein Kierspe (1926), der Schießverein Diana Höferhof (1930) und der Motoballverein MSF Tornado Kierspe (1959).

### Regelmäßige Veranstaltungen
Neben Konzerten und Festivals finden in Kierspe wiederkehrend Schützenfeste und Advents- und Weihnachtsmärkte statt. Zweijährlich in geraden Jahren wird am zweiten Sonntag im September ein Stadtfest gefeiert. Von 2011 bis 2017 fand in ungeraden Jahren vor dem Höhlensystem Hülloch ein „Schanhollenfest“ statt. Am Mühlentag sind der Schleiper Hammer und die Rhader Mühle geöffnet.

## Wirtschaft und Infrastruktur
Klein- und mittelständische Unternehmen prägen das Bild der Wirtschaft. Zum 30. Juni 2011 gab es in Kierspe 3.684 sozialversicherungspflichtige Beschäftigungsverhältnisse. Die Mehrheit der Beschäftigungsverhältnisse (66,7 Prozent) lag im produzierenden Gewerbe überwiegend auf dem Gebiet der Herstellung von Gummi- und Kunststoffwaren, sowie der Herstellung von Metallerzeugnissen. Die Wirtschaftszweige Handel, Gastgewerbe, Verkehr und Lagerei machten 12,3 Prozent aus. 20,6 Prozent der Beschäftigungsverhältnisse gab es bei sonstigen Dienstleistungsunternehmen. Lediglich 0,4 Prozent Beschäftigung fand sich in der Land- und Forstwirtschaft, einschließlich Fischerei.
Mitte 2002 hatte Kierspe noch 4250 sozialversicherungspflichtige Beschäftigungsverhältnisse.
Industrie- und Handwerksbetriebe können sich in den von der Stadt ausgewiesenen Gewerbegebieten Wildenkuhlen I und II, Kiersperhagen und Hammerwiesen ansiedeln. Als weiteres Gewerbegebiet ist Grünewald, ein gemeinsames Gewerbegebiet der Städte Meinerzhagen und Kierspe, ausgewiesen.

### Verkehr

#### Straßenverkehr
Die B 237 führt von Remscheid-Bergisch Born über Wipperfürth und den Stadtteil Rönsahl nach Kierspe-Bahnhof. Früher ging dieser „Weg“ über Rönsahl nach Meinerzhagen. Die B 54 durchquert die Kiersper Ortsteile Rhadermühle, Bollwerk, Vollme, Grünenbaum und Bahnhof von Süden von Meinerzhagen und von Norden von Lüdenscheid-Brügge kommend. Die L 528 von Meinerzhagen kommend geht durch den Ortsteil Dorf und weiter in Richtung Halver.

#### Bus- und Flugverkehr
Der Busverkehr wird heute überwiegend durch die Märkische Verkehrsgesellschaft (MVG) und die Busverkehr Ruhr-Sieg (BRS) in der Verkehrsgemeinschaft Ruhr-Lippe (VRL) durchgeführt. Zehn Buslinien verbinden Kierspe mit Meinerzhagen, Lüdenscheid, Hagen, Rönsahl und Ohl.
Darüber hinaus verkehren weitere Linien, die vorwiegend dem Schülerverkehr dienen, sowie ein Bürgerbus.
Geschäftsflugverkehr ist über den Flugplatz Meinerzhagen möglich.

#### Zugverkehr
Kierspe liegt an der Volmetalbahn. Nachdem der Schienenpersonennahverkehr auf der Strecke zwischen Marienheide und Brügge 1986 eingestellt worden war, gab es verschiedene Reaktivierungsbemühungen, die im Dezember 2017 in eine Wiederaufnahme des Personenverkehrs im Zweistundentakt auf der Strecke mündeten. Dabei wurde Kierspe ohne Halt durchfahren. Güterzüge der Bahnstrecke Meinerzhagen–Krummenerl vom dortigen Steinbruch fahren über die Volmetalbahn durch Kierspe nach Norden weiter. Von Juli bis Dezember 2019 wurde der Bahnhof umgebaut und wieder auf zwei Gleise mit Mittelbahnsteig erweitert. Seither wird Kierspe im Stundentakt auf der Oberbergischen Bahn Lüdenscheid–Köln bedient.
| Linie | Verlauf / Anmerkungen | Takt (Mo–Fr) |
| ----- | --- | ------------ |
| RB 25 | Oberbergische Bahn: Köln Hansaring – Köln Hbf – Köln Messe/Deutz – Köln Trimbornstraße – Köln Frankfurter Straße – Rösrath-Stümpen – Rösrath – Hoffnungsthal – Lohmar-Honrath – Overath – Engelskirchen – Ründeroth – Gummersbach-Dieringhausen – Gummersbach – Marienheide – Meinerzhagen – Kierspe – Halver-Oberbrügge – Lüdenscheid-Brügge – Lüdenscheid Stand: Fahrplanwechsel Dezember 2023 | 60 min       |

### Medien
Tageszeitung in Kierspe ist die Meinerzhagener Zeitung, ein Kopfblatt der Lüdenscheider Nachrichten.
Lokaler Hörfunk wird von Radio MK für die Stadt über die Frequenzen 100,2 MHz (Antenne) und 103,25 (Kabel) ausgestrahlt.

### Öffentliche Einrichtungen

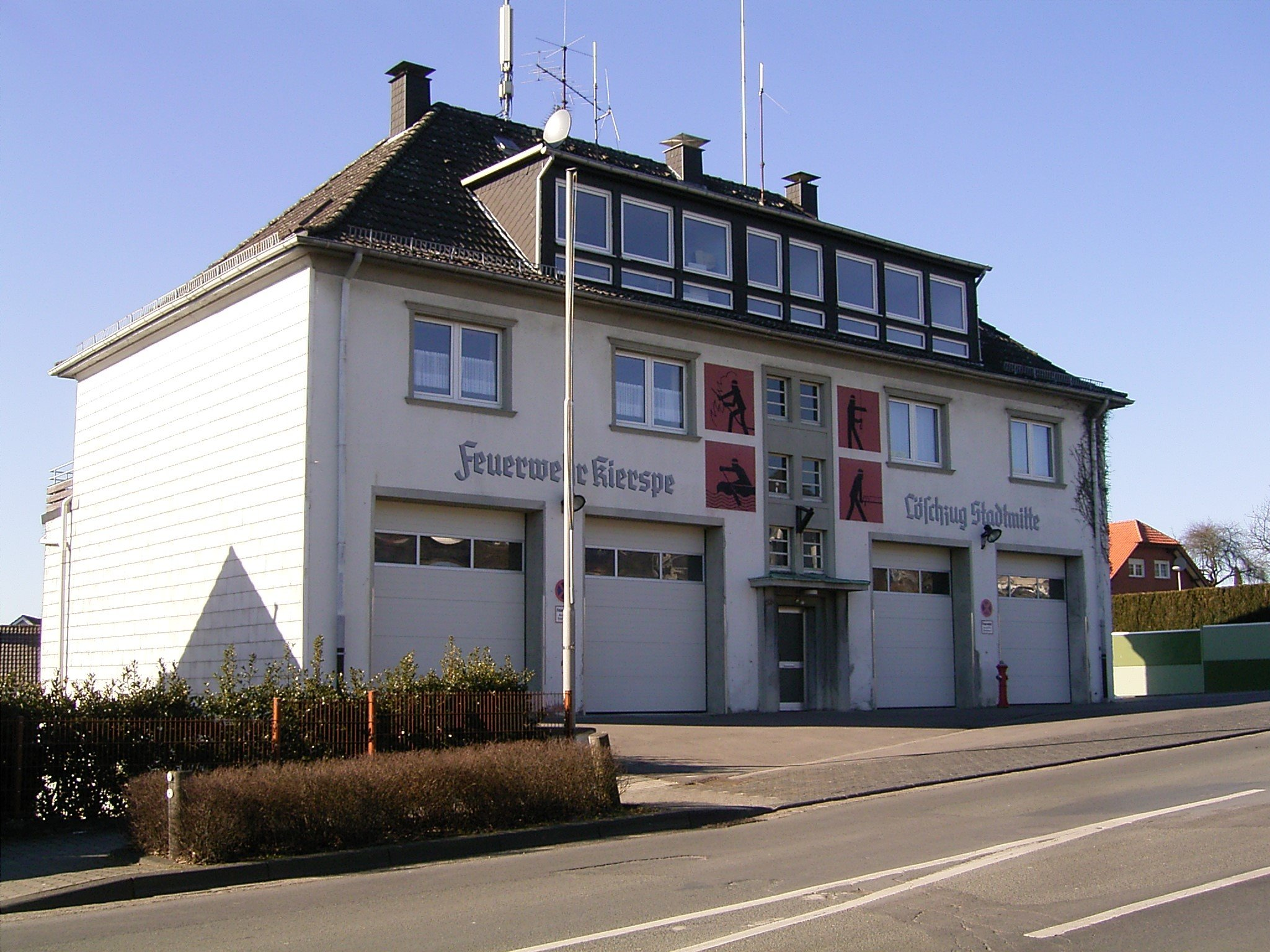
Gebäude der Feuerwehr Kierspe, Löschzug Stadtmitte.

Das Hallenbad „Räukepütt“, die Stadtbücherei und die städtische Musikschule sind an die Gesamtschule angegliedert. Die Stadtbücherei hat in Rönsahl in der Alten Post eine Zweigstelle. In Kierspe und Rönsahl sind Jugendzentren eingerichtet.
Die örtliche Feuerwehr ist gegliedert in die Löschzüge Wehestrasse/Höckinghausen, Stadtmitte, Rönsahl und Vollme/Neuenhaus. Die Löschgruppe Neuenhaus besteht seit 1835. Sie ist die erste Löscheinheit, die von deutschen Behörden gegründet wurde.

### Bildung

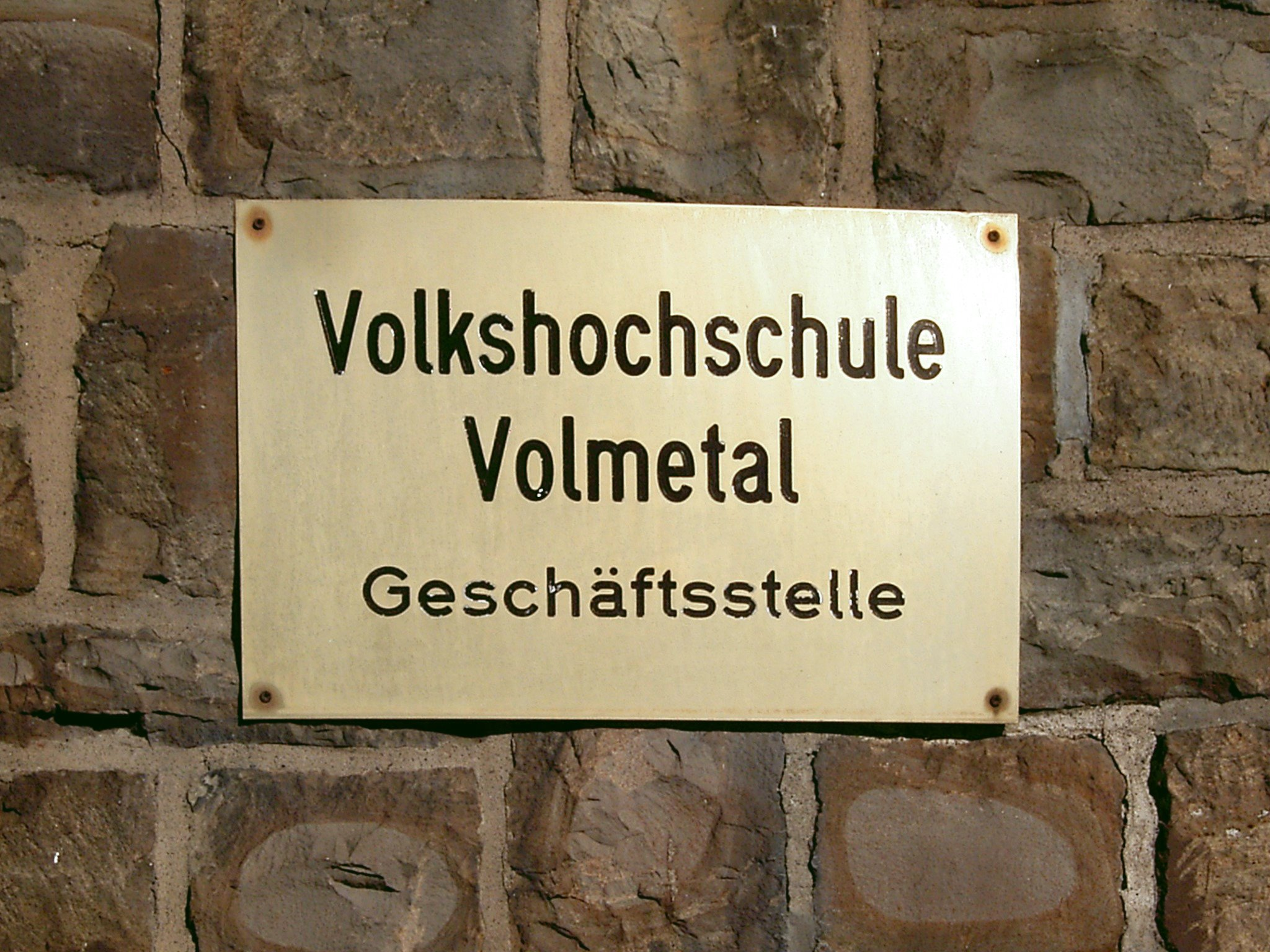
Hinweisschild am Alten Amtshaus

In Kierspe gibt es mit der Bismarckschule (mit dem Teilstandort Servatiusschule) und der Pestalozzischule (mit dem Teilstandort Schanhollenschule) zwei städtische Gemeinschaftsgrundschulen.
Die Freie Schule Kierspe ist eine staatlich genehmigte Privatschule eigener Art.
Die Städtische Gesamtschule Kierspe (GSKI) wurde 1968/69 als eine der ersten Schulen dieser Art in Nordrhein-Westfalen errichtet. Sie galt als wichtigstes kommunales Projekt der Nachkriegszeit, weil dadurch auch das Kulturangebot vor Ort vergrößert werden konnte.
Die Volkshochschule Volmetal ist durch eine Zweigstelle und die Geschäftsstelle in Kierspe vertreten.

## Persönlichkeiten

### Söhne und Töchter der Stadt
- Matthias Bredenbach (1499–1559), Humanist und Pädagoge
- Peter Wilhelm Eberhard Steinmüller (1799–1871), Gründer der Steinmüller Papierfabrik, daraus entstand L. & C. Steinmüller, Dampfkesselfabrik
- Johann Peter Reininghaus, (1818–1901), Erfinder der Presshefe, Aufbau  Reininghaus-Bier Baierdorf bei Graz
- Wilhelm Kattwinkel (1866–1935), Neurologe und Paläontologe
- Friedrich Richard Plate (1880–1962), Maler
- Fritz Linde (1882–1935), plattdeutscher Heimatdichter
- Heinrich Wienhaus (1882–1959), Pflenzenchemiker
- Wolfgang Gockel (1945–2005), im Stadtteil Rönsahl geborener Archäologe
- Dieter Hackfort (* 1951), Sportwissenschaftler
- Trini Trimpop, eigentlich Klaus-Peter Trimpop (* 1951), Musiker (Gründungsmitglied der Band „Die Toten Hosen“) und Filmemacher
- Jürgen Kalwa (* 1952), Journalist, Buchautor und Hörbuchsprecher
- Thomas Wördehoff (* 1953), Chefdramaturg der RuhrTriennale
- Ursel Wahrburg (* 1956), Prof. Fachgebiet Oecotrophologie an der FH Münster
- Martin Keune (1959–2017), Schriftsteller
- Ursula Welter (* 1962), Hörfunkjournalistin
- Detlef Landeck (* 1964), Jazzmusiker und Musikpädagoge
- Andreas Koch (* 1966), Gitarrist
- Roger Schmidt (* 1967), Fußballtrainer
- Oliver Potthoff (* 1981), Deutscher Nationaltorwart Motoball, Europameister 2013
- Janina Goldfuß (* 1983), Leichtathletin
- André Retich (* 1986), Deutscher Nationalspieler Motoball, Europameister 2013 und 2015
- Nadine Wieland (* 1986), Seglerin, Vize-Weltmeisterin in der Hobie-16-Klasse[38]
- Heiko Laubner (* 1988), Deutscher Nationaltorwart Motoball, Europameister 2013, 2015

### Persönlichkeiten, die in Kierspe gewirkt haben
- Friedrich Deisting, praktischer Arzt, der die Bakelit-Industrie nach Kierspe gebracht hat, Mitgründer der Bäuerlichen Genossenschaft und Molkerei[39]
- Anny Wienbruch (1899–1976), Volksschullehrerin, die in Kierspe viele Kinderbücher geschrieben hat. Ein großer Teil ihrer Werke sind im Fritz-Linde-Museum zu besichtigen.
- Wilhelm Brüggenwirth (1899–1981), FDP-Kommunalpolitiker in Kierspe und im Kreis Altena
- Waldemar Wien (1927–1994), Bildhauer
- Günter Lyhs (* 1934), Turner, Bronzemedaille im Mannschaftsturnen bei Olympia 1964
- Gunter Pleuger (* 1941), Diplomat, in Rönsahl aufgewachsen

## Sonstiges
Beckinghausen (zweimalig) und Rönsahl (mehrfach) wurden beim Wettbewerb „Unser Dorf soll schöner werden – Unser Dorf hat Zukunft“ zum Golddorf gekürt.